# Cá song da báo
Plectropomus leopardus, các tài liệu tiếng Việt gọi là cá song da báo hoặc cá mú chấm bé, là một loài cá biển thuộc chi Plectropomus trong họ Cá mú. Loài này được mô tả lần đầu tiên vào năm 1802.

## Từ nguyên
Danh từ định danh leopardus trong tiếng Latinh có nghĩa là "con báo", hàm ý đề cập đến các đốm xanh phủ khắp cơ thể của loài cá này như loài báo.

## Phạm vi phân bố và môi trường sống
Từ bờ biển Ấn Độ (gồm cả Lakshadweep và quần đảo Andaman và Nicobar), P. leopardus được phân bố trải dài về phía đông, băng qua khu vực Đông Nam Á đến quần đảo Caroline và quần đảo Marshall, xa hơn ở phía đông nam đến Fiji và Tonga, ngược lên phía bắc đến vùng biển phía nam Nhật Bản, giới hạn phía nam đến Úc (từ Tây Úc vòng qua phía bắc đến Queensland) và Nouvelle-Calédonie.
Ở Việt Nam, P. leopardus được ghi nhận tại vịnh Hạ Long (Quảng Ninh); cồn Cỏ (Quảng Trị); quần đảo Hoàng Sa, cù lao Chàm và dọc theo bờ biển Quảng Nam; vịnh Nha Trang (Khánh Hòa); Ninh Thuận; bờ biển Phan Thiết và cù lao Câu (Bình Thuận); Côn Đảo; quần đảo An Thới (Phú Quốc).
P. leopardus sống tập trung ở những khu vực mà san hô phát triển phong phú trên các rạn viền bờ và trong đầm phá, độ sâu đến ít nhất là 100 m; cá con sống ở vùng nước nông hơn, thường trên nền đáy nhiều vụn san hô.

## Mô tả
Chiều dài cơ thể lớn nhất được ghi nhận ở P. leopardus là 120 cm. Loài này có đa dạng màu sắc, từ nâu đỏ, đỏ tươi cho đến xám nâu hoặc nâu lục. Màu sắc của chúng phụ thuộc vào hàm lượng carotenoid (như astaxanthin) trong cơ thể. P. leopardus có thể nhanh chóng chuyển đổi qua lại giữa các màu, và thường xuất hiện các vệt đốm lớn khi đi săn mồi. P. leopardus được phủ dày đặc các chấm xanh lam (trừ vùng bụng và dưới họng). Quanh ổ mắt có vòng viền màu xanh óng.
Số gai ở vây lưng: 8; Số tia vây ở vây lưng: 11; Số gai ở vây hậu môn: 3; Số tia vây ở vây hậu môn: 8; Số tia vây ở vây ngực: 15–17; Số gai ở vây bụng: 1; Số tia vây ở vây bụng: 5; Số vảy đường bên: 89–99.

## Sinh thái học

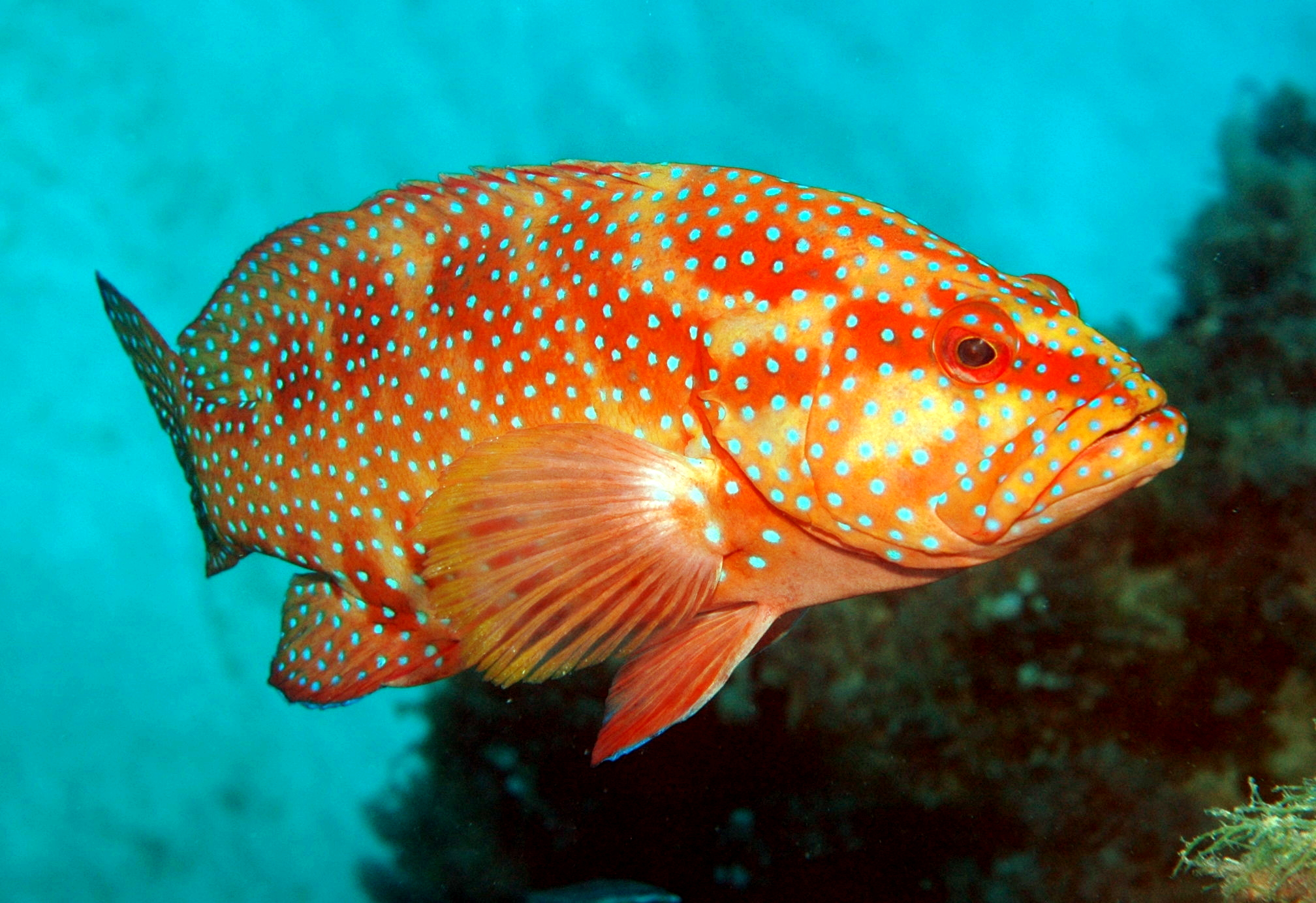
P. leopardus màu đỏ

### Thức ăn
Thức ăn của P. leopardus chủ yếu là những loài cá nhỏ hơn, cá con còn có thể ăn cả động vật giáp xác và động vật thân mềm.

### Loài lưỡng tính
P. leopardus mang giới tính đực từ khi còn là cá con, nhưng cũng có nhiều con đực là từ cá cái trưởng thành chuyển đổi giới tính thành (những con đực này được gọi là lưỡng tính tiền nữ).

### Sinh sản
Loài này thường sinh sản theo đàn, từ khoảng 20 cho đến hàng trăm cá thể. Theo quan sát ở rạn san hô Scott (Úc), cá đực khi vào thời điểm sinh sản (từ tháng 8 đến tháng 12) trở nên sẫm đen hơn ở rìa vây đuôi, vây lưng và vây hậu môn.
Cũng ở ngoài khơi bờ đông Úc, P. leopardus và Plectropomus maculatus có thể tạp giao với nhau. P. maculatus có kiểu hình chấm xanh khá giống với P. leopardus, nhưng các chấm ở vùng đầu của P. maculatus thường kéo dài thành những vạch ngắn (không có ở P. leopardus).
P. leopardus có thể sống được đến ít nhất là 19 năm.

### Loài bắt chước
Cá con của P. leopardus có thể bắt chước kiểu hình của một số loài cá nóc Canthigaster, như Canthigaster valentini và Canthigaster papua.

## Thương mại
P. leopardus được đánh bắt và xuất khẩu ở nhiều nơi trong phạm vi phân bố của chúng. Do nạn khai thác quá mức trong hơn 20 năm qua ở khu vực Đông Nam Á, chủ yếu nhắm vào những đàn sinh sản của P. leopardus mà loài này đang có nguy cơ suy giảm mạnh (đã được biết đến ở Philippines).
Trong những năm gần đây, công nghệ sinh sản nhân tạo đối với P. leopardus đã thành công ở Trung Quốc. Thị trường nước này ưa chuộng những con cá có màu đỏ tươi, được bán với giá gấp đôi cá màu sẫm đen.